# 22745 Rikuzentakata
22745 Rikuzentakata è un asteroide della fascia principale. Scoperto nel 1998, presenta un'orbita caratterizzata da un semiasse maggiore pari a 2,7133653 UA e da un'eccentricità di 0,1105471, inclinata di 13,03811° rispetto all'eclittica.